# Challenger de Meerbusch 2017

El torneo Bucher Reisen Tennis Grand Prix 2017 fue un torneo profesional de tenis. Perteneció al ATP Challenger Series 2017. Se disputó en su 5.ª edición sobre superficie tierra batida, en Meerbusch, Alemania, entre el 14 y el 20 de agosto de 2017.

## Jugadores participantes del cuadro de individuales
| Favorito | País                       | Jugador         | Rank1 | Posición en el torneo |
| -------- | -------------------------- | --------------- | ----- | --------------------- |
| 1        | Bandera de Alemania        | Florian Mayer   | 57    | Cuartos de final      |
| 2        | Bandera de Bélgica         | Steve Darcis    | 60    | Segunda ronda, retiro |
| 3        | Bandera de Alemania        | Dustin Brown    | 114   | Primera ronda         |
| 4        | Bandera de Bélgica         | Arthur De Greef | 141   | Primera ronda         |
| 5        | Bandera de Alemania        | Oscar Otte      | 145   | Segunda ronda         |
| 6        | Bandera de Francia         | Mathias Bourgue | 153   | Primera ronda         |
| 7        | Bandera de Alemania        | Jeremy Jahn     | 201   | Cuartos de final      |
| 8        | Bandera de República Checa | Václav Šafránek | 205   | Cuartos de final      |

- 1 Se ha tomado en cuenta el ranking del 7 de agosto de 2017.

### Otros participantes
Los siguientes jugadores recibieron una invitación (wild card), por lo tanto ingresan directamente al cuadro principal (WC):
- Matthias Bachinger
- Henri Squire
- Andreas Haider-Maurer
- Nicola Kuhn

Los siguientes jugadores ingresan al cuadro principal tras disputar el cuadro clasificatorio (Q):
- Kimmer Coppejans
- Markus Eriksson
- André Ghem
- Marc Sieber

## Campeones

### Individual Masculino
- Ricardo Ojeda Lara derrotó en la final a  Andreas Haider-Maurer, 6–4, 6–3

### Dobles Masculino
- Kevin Krawietz /  Andreas Mies derrotaron en la final a  Dustin Brown /  Antonio Šančić, 6–1, 7–6(5)